# Spermophorides hierroensis
Spermophorides hierroensis är en spindelart som beskrevs av Jörg Wunderlich 1992. Spermophorides hierroensis ingår i släktet Spermophorides och familjen dallerspindlar.
Artens utbredningsområde är Kanarieöarna. Inga underarter finns listade i Catalogue of Life.